# 2015, Inc.
2015, Inc., также известная как 2015 (произносится англ. twenty-fifteen) и 2015 Games — американская компания, разработчик компьютерных игр, прославилась разработкой успешной игры Medal of Honor: Allied Assault, изданной Electronic Arts.

## История
2015, Inc. была основана в 1997 году Томом Кудиркой, который стал её президентом. Он собрал команду разработчиков из людей, которые принимали участие в сообществе FPS MOD. После нескольких месяцев работы в интернете и, в основном, только с помощью ICQ, его команда создала Quake Mod, как демо для демонстрации их талантов. Кудирка отправил его в Activision, которое было настолько впечатлено их работой, что наградили контрактом на разработку дополнения к игре под названием SiN, которая, в свою очередь, была разработана Ritual Entertainment.
Штаб-квартира была расположена в Талсе, штат Оклахома, где они начали работу над дополнением SiN: Wages of Sin. Семь разработчиков, которые больше шести месяцев работали онлайн, создавая демо, встретились друг с другом в первый раз. Три из семи разработчиков жили в квартире, арендованной Кудиркой, где гостиная была сделана как студия разработки. В команде состояли Том Кудирка, Кен Тернер, Зиед Райке, Карл Глэйв, Бенсон Рассел, Пол Глэйв и Майкл Бун, которых Кудирка перевез из Тасмании, штата Австралии в Талсу, штат Оклахома. Компания сотрудничала с известными фирмами-издателями Activision, Electronic Arts и Vivendi.
В настоящее время 2015 фактически не функционирует. Несколько сотрудников этой компании основали студию Infinity Ward, известную серией Call of Duty. Остальные сосредоточились на разработке казуальных игр в Tornado Studios.

### SiN: Wages of Sin
Wages of Sin — это официальное дополнение к игре SiN от Ritual Entertainment. Игра была издана Activision для Windows в феврале 1999 года. В конечном счёте, было продано больше копий, чем у оригинальной игры — это показывает уровень пиратства в то время. В течение выставки E3 (Electronic Entertainment Expo) в 1999 году, Кудирка встретился с разработчиками из Valve Software. Им понравилось Wage of Sin и они предложили 2015 работу над дополнением для Half-Life, мега-хита от Valve. Gearbox Software в это время работали над первым дополнением Half-Life: Opposing Force. Вскоре условия были согласованны и работа над вторым дополнением для Half-Life началась. Для оказания помощи в проекте, Кудирка нанял таких разработчиков, как Стив Фукуда, Джастин Томас, Престон Гленн, Роберт Филд, Тодд Олдермен, Эрл Хаммон младший, Брэд Аллен, Джон Олик, Адам Беллефьюл и Джеф Хит. Разработка дополнения пошла очень хорошо. Команда развивалась в группе очень талантливых разработчиков. Они были уверенны, что второе дополнение снова превзойдёт все ожидания. 90 дней спустя проект был отменён.
В сентябре 1999 года был нанят разработчик Джейсон Вест, который убедил Винса Зампелла присоединиться в качестве будущего продюсера.

### Medal of Honor: Allied Assault
В мае 2000 года Кудирка получил телефонный звонок от кого-то, претендующего в помощники Стивена Спилберга. Он хотел знать, будут ли 2015 заинтересованны в разработке шутера про Вторую Мировую Войну с сюжетной линией, созданной Стивеном Спилбергом. Вскоре после этого началась разработка Medal of Honor: Allied Assault. Для оказания помощи в разработке столь высоко-профильной игры, Кудирка нанял дополнительных разработчиков, таких как Натан Силверс, Павел Мессерли, Кейт Белл, Маккей МакКэндлиш, Шанс Глазко, Джейсон Вест и Радомир Кухарски, которых Кудирка перевез из Катовице, Польша.
Игра была издана Electronic Arts для Windows 22 января 2002 года в Северной Америке и 15 февраля 2002 года в Европе. Игра получила хорошие отзывы критиков и финансовый успех, учитывая то, что Medal of Honor: Allied Assault была первым кинематографическим шутером. Игра дала мощный толчок в развитии серии Medal of Honor от Electronic Arts.
После релиза, группа разработчиков покинула 2015, чтобы сформировать Infinity Ward, студию, которая стала известной серией игр Call of Duty, основанных на той же концепции.

### Men of Valor
В 2002 году 2015 начала разработку своего собственного шутера Men of Valor, имитирующего сражения пехотных подразделений во время войны во Вьетнаме. Men of Valor показывает Дина Шепарда и его отряд морских пехотинцев из 3-го батальона 3-й дивизии морской пехоты США в течение 13 миссий во время Войны во Вьетнаме, включая миссии в разгар Тетского наступления. Сценарий основан на исторических данных, в котором игрок берёт на себя различные роли: бортстрелка вертолёта «Хьюи», члена экипажа боевого катера, «туннельной крысы» и разведчика, прочёсывающего джунгли. Типы миссий включают спасение пилотов вертолёта, разведывательное патрулирование, спасение пленных, а также операции по уничтожению вражеских объектов.
Men of Valor была издана Vivendi Universal для Xbox 19 октября 2004 года в Северной Америке и 5 ноября 2004 года в Европе. Версия для Windows была выпущена 29 октября 2004 года в Северной Америке и 12 ноября 2004 года в Европе.
14 апреля 2015 года было объявлено, что компания Nordic Games выкупила у 2015 права на Men of Valor.

## Trainwreck Studios
В конце 1999 года, Кудирка создал отдельное подразделение 2015, которое было названо Trainwreck Studios и специализировалось в средней ценовой категории бюджетных игр. Под этим названием было выпущено несколько игр: Laser Arena в 2000 году, CIA Operative: Solo Missions в 2001 году и Time Ace в 2007 году для Nintendo DS.

## Разработанные игры
| Год выпуска | Название                                                 | Издатель             | Платформы   | Локализатор в России | Движок          |
| ----------- | -------------------------------------------------------- | -------------------- | ----------- | -------------------- | --------------- |
| 1999        | SiN: Wages of Sin                                        | Activision           | PC, Mac OS  | SoftClub             | Quake engine    |
| Отменена    | Half-Life: Hostile Takeover                              | Sierra Entertainment | PC          |                      | GoldSrc         |
| 2000        | Laser Arena (как Trainwreck Studios)                     | ValuSoft             | PC          |                      | Quake engine    |
| 2001        | C.I.A. Operative: Solo Missions (как Trainwreck Studios) | ValuSoft             | PC          |                      | Quake engine    |
| 2002        | Medal of Honor: Allied Assault                           | Electronic Arts      | PC, Mac OS  | SoftClub             | id Tech 3       |
| 2004        | Men of Valor                                             | Vivendi              | PC, XBox    | SoftClub             | Unreal Engine 2 |
| 2007        | Time Ace (как Trainwreck Studios)                        | Konami               | Nintendo DS |                      |                 |